# 27 Большого Пса
27 Большого Пса (лат. 27 Canis Majoris), EW Большого Пса (лат. EW Canis Majoris), HD 56014 — двойная звезда в созвездии Большого Пса на расстоянии (вычисленном из значения параллакса) приблизительно 1090 световых лет (около 334 парсеков) от Солнца. Видимая звёздная величина звезды — от +4,82m до +4,42m. Возраст звезды оценивается как около 3,6 млн лет. Орбитальный период — около 119 лет.

## Характеристики
Первый компонент — бело-голубой гигант, пульсирующая переменная звезда типа Беты Цефея (BCEP:), эруптивная переменная звезда типа Гаммы Кассиопеи (GCAS) спектрального класса B3IIIpe. Масса — около 12,5 солнечных, радиус — около 8,98 солнечных, светимость — около 15610 солнечных. Эффективная температура — около 21061 К.